# Кларк (округ, Арканзас)
Кларк (англ. Clark County) — округ в США, штате Арканзас. По состоянию на 2010 год, численность населения составляла 22 995 человек. Был основан 15 декабря 1818 года, получил своё название в честь американского исследователя и территориального губернатора Уильямa Кларкa.

## География
По данным Бюро переписи США, общая площадь округа равняется 2 286 км², из которых 2 241 км² суша и 44 км² или 1,95 % это водоёмы.

### Соседние округа
- Хот-Спринг (Арканзас) — северо-восток
- Даллас (Арканзас) — восток
- Уошито (Арканзас) — юго-восток
- Невада (Арканзас) — юго-запад
- Пайк (Арканзас) — запад
- Монтгомери (Арканзас) — северо-запад

## Демография
По данным переписи населения 2000 года в округе проживает 23 546 жителей в составе 8 912 домашних хозяйств и 5 819 семей. Плотность населения составляет 10 человек на км². На территории округа насчитывается 10 166 жилых строений, при плотности застройки 5 строений на км². Расовый состав населения: белые — 74,28 %, афроамериканцы — 22,02 %, коренные американцы (индейцы) — 0,46 %, азиаты — 0,62 %, гавайцы — 0,04 %, представители других рас — 1,37 %, представители двух или более рас — 1,20 %. Испаноязычные составляли 2,40 % населения независимо от расы .
В составе 29,80 % из общего числа домашних хозяйств проживают дети в возрасте до 18 лет, 49,80 % домашних хозяйств представляют собой супружеские пары проживающие вместе, 12,20 % домашних хозяйств представляют собой одиноких женщин без супруга, 34,70 % домашних хозяйств не имеют отношения к семьям, 27,60 % домашних хозяйств состоят из одного человека, 12,40 % домашних хозяйств состоят из престарелых (65 лет и старше), проживающих в одиночестве. Средний размер домашнего хозяйства составляет 2,38 человека, и средний размер семьи 2,91 человека.
Возрастной состав округа: 21,70 % моложе 18 лет, 20,00 % от 18 до 24, 23,80 % от 25 до 44, 19,90 % от 45 до 64 и 14,60 % от 65 и старше. Средний возраст жителя округа 32 лет. На каждые 100 женщин приходится 92,70 мужчин. На каждые 100 женщин старше 18 лет приходится 88,90 мужчин.
Средний доход на домохозяйство в округе составлял 28 845 USD, на семью — 37 092 USD. Среднестатистический заработок мужчины был 28 692 USD против 19 886 USD для женщины. Доход на душу населения был 14 533 USD. Около 13,50 % семей и 19,10 % общего населения находились ниже черты бедности, в том числе — 20,90 % молодежи (тех кому ещё не исполнилось 18 лет) и 18,40 % тех кому было уже больше 65 лет.